# Hawker Siddeley Harrier
Hawker Siddeley Harrier (рус. Хокер Сидли «Харриер») GR.1/GR.3 и AV-8A — самолёт из первого поколения семейства британских истребителей-бомбардировщиков «Харриер». Первый штурмовик с возможностью вертикального/короткого взлёта и посадки (V/STOL) и единственный действительно успешный V/STOL истребитель из многих, которые появились в ту эпоху. Harrier был разработан на основе опытного самолёта Hawker Siddeley Kestrel, после отмены разработки более совершенного сверхзвукового самолёта Hawker Siddeley P.1154. Серийный выпуск начат в 1967 году. Британские королевские ВВС в конце 1960-х годов заказали варианты Harrier GR.1 и GR.3. Самолёт в 1970-х годах экспортировался в Соединённые Штаты под маркировкой AV-8A для использования Корпусом морской пехоты США (USMC).
Во время эксплуатации королевские ВВС разместили большую часть самолётов в Западной Германии для защиты от потенциального вторжения сил Варшавского договора в Западную Европу, а уникальные возможности «Харриера» позволили королевским ВВС рассредоточить свои силы вдали от уязвимых авиабаз. Корпус морской пехоты США использовал свои «Харриеры» в основном для ближней воздушной поддержки, действуя с десантных кораблей и, при необходимости, передовых оперативных баз. Эскадрильи «Харриеров» неоднократно перебрасывались за рубеж. Способность «Харриера» работать с минимумом наземных средств и очень короткими взлетно-посадочными полосами позволяла использовать его в местах, недоступных для других самолётов. «Харриер» подвергался критике за высокую аварийность и трудоёмкий процесс технического обслуживания.
Дальнейшим развитием самолёта являются машины BAE Sea Harrier, BAE Harrier II, и AV-8B Harrier II, производившиеся на предприятиях British Aerospace (Великобритания) и McDonnell Douglas (США).

## Конструкция
Самолёт вертикального взлёта и посадки, одноместный цельнометаллический высокоплан нормальной аэродинамической схемы с велосипедным шасси. Оснащён одним турбовентиляторным двигателем Rolls-Royce Pegasus с четырьмя поворотными соплами, расположенными попарно слева и справа от фюзеляжа под центропланом и в кормовой части: первые создают тягу холодным сжатым воздухом от первого контура двигателя, вторые — горячим выхлопом двигателя.

## Разработка самолёта

### Зарождение
Прототипом для Харриера послужил экспериментальный самолёт Hawker P.1127. Перед разработкой P.1127 компания Hawker Aircraft работала над проектом самолёта Hawker P.1121, который был заменой Hawker Hunter. Проект P.1121 был отменён после публикации Белой книги по обороне 1957 года британским правительством, в которой пропагандировался переход от пилотируемых самолётов к управляемым ракетам. Эта смена политики привела к прекращению работ по большинству проектов самолётов, которые на тот момент разрабатывались для британской армии. Компания Hawker быстро перешла к новым проектам и заинтересовалась самолётами вертикального взлёта и посадки (VTOL), которым не нужны взлетно-посадочные полосы. По словам старшего маршала авиации сэра Патрика Хейна, этот интерес мог быть вызван наличием циркуляра Air Staff Requirement 345, которое устанавливало требования для штурмовика Королевских ВВС либо вертикального взлёта, либо короткого взлёта.
Проектные работы на P.1127 были официально начаты в 1957 году сэром Сиднеем Кэммом, Ральфом Хупером из Hawker Aircraft и Стэнли Хукером из Bristol Engine Company. Разработка велась компаниями Hawker, которая занималась производством планера самолёта, и Bristol Engine, которая строила двигатель для самолёта. Инженер-проектировщик проекта Гордон Льюис рассматривал тесное сотрудничество компаний в качестве одного из ключевых факторов, позволивших продолжить разработку самолёта Harrier, несмотря на технические препятствия и политические неудачи.
Вместо использования роторов или прямой струи, P.1127 использовал инновационный турбовентиляторный двигатель Pegasus с отклоняемой тягой. Тяга Pegasus I составляла 9 000 фунтов (или 40 кН), и первое его включение было произведёно в сентябре 1959 года. Контракт на два прототипа самолёта был подписан в июне 1960 года, а первый полёт состоялся в октябре 1960 года. Из шести построенных прототипов три разбились, включая случай на парижской авиавыставке в Ле Бурже 1963 года, когда у самолёта самопроизвольно повернулись задние сопла.

### Трехсторонняя оценка

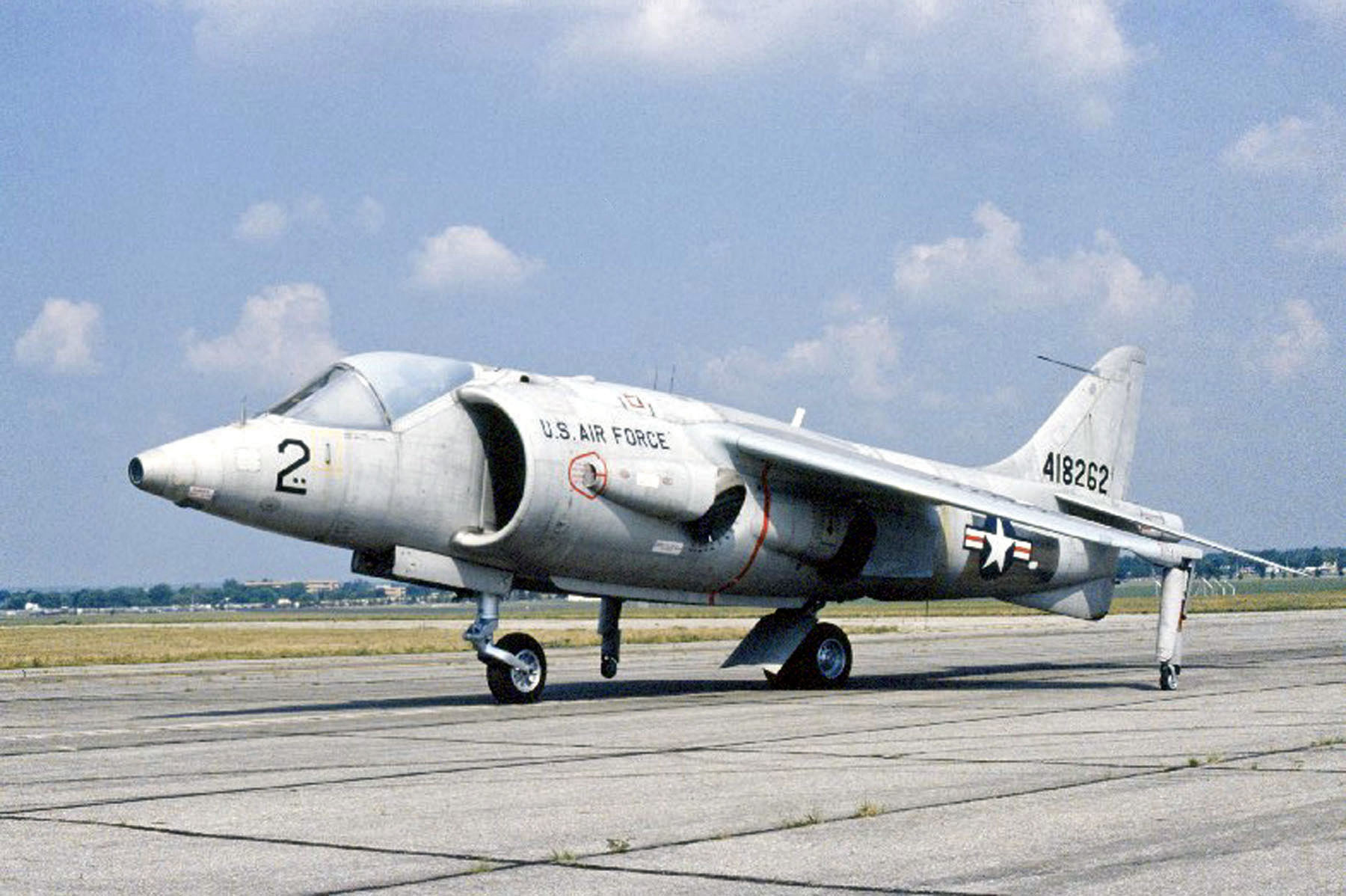
Hawker Siddeley XV-6A Kestrel в поздней маркировке USAF

В 1961 году Великобритания, Соединённые Штаты и ФРГ заключили соглашение о покупке девяти самолётов, разработанных на основе P.1127, для того чтобы оценить возможности и потенциал самолётов вертикального взлёта и посадки. Самолёты были построены компанией Hawker Siddeley, и им было дано британское обозначение Kestrel FGA.1. Kestrel был строго опытным самолётом, и для экономии средств разработка двигателя Pegasus 5 была проведена с ограничениями, и его тяга составляла 15 000 фунтов (67 кН) вместо запланированных 18 200 (81 кН). Самолёты были переданы для оценочных испытаний в специально образованный авиаотряд с базой в графстве Норфолк, который насчитывал десять пилотов — по четыре человека из Великобритании и США, и два из ФРГ. Первый полёт состоялся 7 марта 1964 года.
Всего во время испытаний было совершено 960 вылетов, в том числе 1366 взлётов и посадок, а сами испытания окончились в ноябре 1965 года. Один из самолётов был потерян в ходе испытаний. Шесть самолётов, по завершении программы в Великобритании, были переданы для испытаний США под обозначением XV-6A Kestrel. Два оставшихся самолёта были отправлены на дальнейшие испытания в королевское авиационное учреждение Бедфорд, а один из них был модифицирован установкой более мощного двигателя Pegasus 6.

### P.1154
На момент разработки P.1127 Hawker и Bristol также проводили серьёзную работу по разработке сверхзвуковой версии, Hawker Siddeley P.1154, для удовлетворения требования Организации Североатлантического договора (НАТО), в котором запрашивался такой самолёт. В его конструкции использовался одиночный двигатель Bristol Siddeley BS100 с четырьмя поворотными форсунками, аналогично P.1127, и для достижения сверхзвуковых скоростей требовалось использовать форсаж. P.1154 выиграл конкурс на выполнение этого требования, несмотря на сильную конкуренцию со стороны других самолётов, таких как Mirage IIIV компании Dassault Aviation. Французское правительство не приняло это решение и вышло из проекта; требование НАТО было вскоре отозвано в 1965 году.
Королевские военно-воздушные силы и Королевский военно-морской флот планировали разработать и внедрить сверхзвуковой P.1154 вне зависимости от отмены требования НАТО. Эти амбиции были осложнены противоречащими друг другу требованиями обеих ведомств — в то время как ВВС требовались низколетящие сверхзвуковые ударные самолёты, ВМС хотели получить двухдвигательный истребитель противовоздушной обороны. После избрания правительства лейбористов в 1964 году, разработка P.1154 была отменена, поскольку Королевский флот уже начал закупку McDonnell Douglas F-4 Phantom II, а Королевские ВВС придавали большее значение дальнейшему развитию сверхзвукового стратегического бомбардировщика BAC TSR-2. При этом, работа над некоторыми элементами проекта, такими как сверхзвуковой двигатель Pegasus с ПХБ, была продолжена с намерением разработать на их основе будущий вариант Harrier.

### Производство

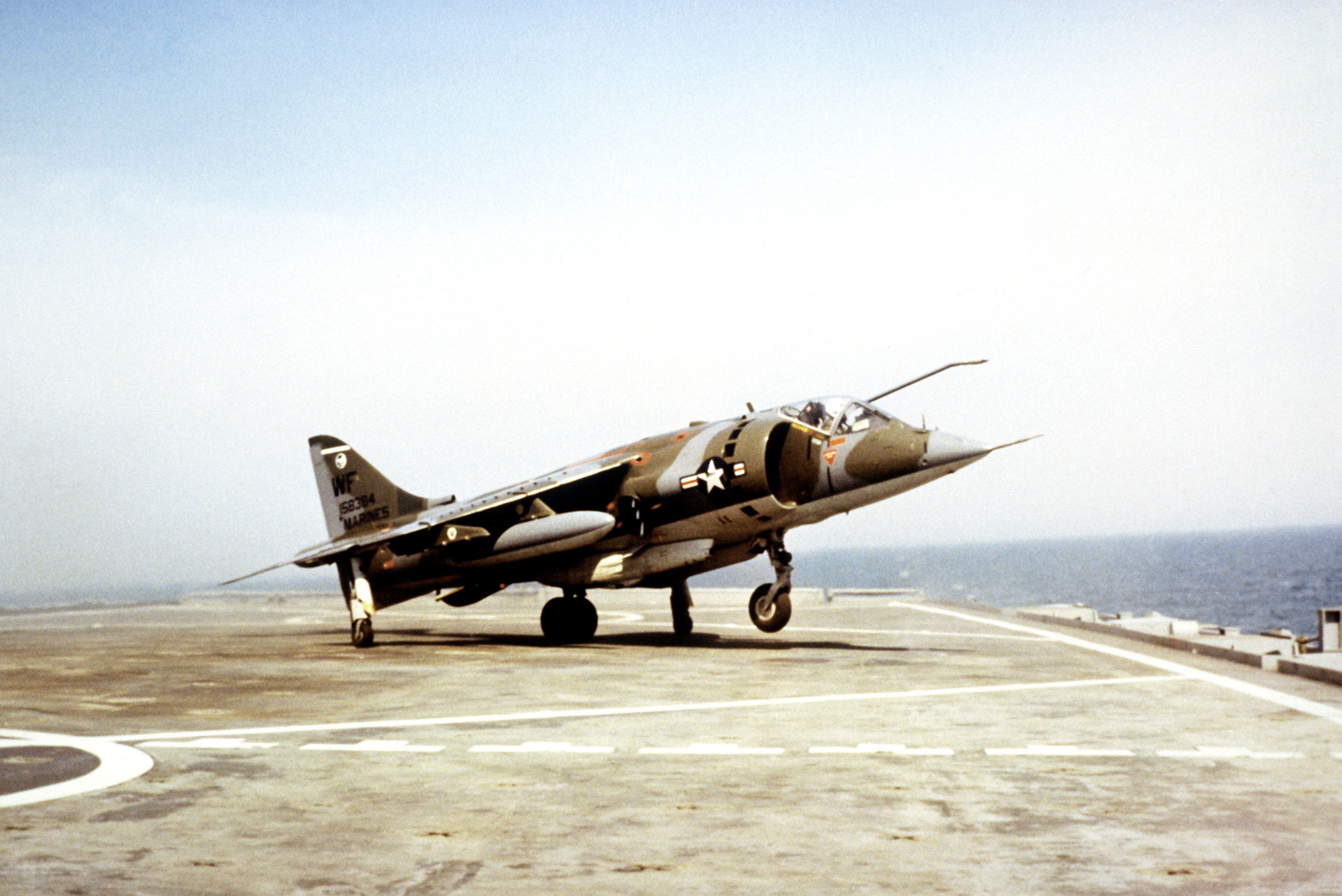
AV-8C Harrier взлетает с десантного транспортного дока.

После срыва разработки Р.1154 Королевские ВВС начали рассматривать возможность простой модернизации существующего дозвукового Kestrel и выпустили требование ASR 384 по штурмовому самолёту вертикального взлёта и посадки. В 1965 году компания Hawker Siddeley получила заказ на шесть опытных самолётов, получивших обозначение P.1127 (RAF), первый из которых совершил свой первый полёт 31 августа 1966 года. В начале 1967 года Королевские ВВС заказали 60 самолётов для постановки на вооружение, и им было присвоено обозначение Harrier GR.1. Самолёту было дано английское название птиц семейства луневых — Harrier.
Первый полёт самолёта Harrier GR.1 состоялся 28 декабря 1967 года. Он официально вступил в строй Королевских ВВС 18 апреля 1969 года, когда подразделение Harrier Conversion Unit на Королевской военно-воздушной станции Уиттеринг получило свой первый самолёт. Самолёт строился на двух заводах — в Кингстон-апон-Тэмз на юго-западе Лондона и на аэродроме Дансфолд в графстве Суррей — и проходил предварительные испытания в Дансфолде. Техника для запуска Харриеров на трамплинах с авианосцев отрабатывалась на авиабазе Йеовильтон с 1977 года. После этих испытаний трамплины были установлены с 1979 года на палубах всех авианосцев Королевского флота, в рамках подготовки к выпуску нового варианта самолёта для флота — Sea Harrier .
В конце 1960-х годов британское и американское правительства провели переговоры о производстве Харриеров в Соединенных Штатах. Hawker Siddeley и McDonnell Douglas создали в 1969 году партнерство для подготовки к американскому производству, но конгрессмен Мендель Риверс и Комитет по ассигнованиям Палаты представителей США решили, что будет дешевле производить AV-8A на уже существующих производственных линиях в Великобритании, и поэтому все AV-8A Harrier были приобретены у компании Hawker Siddeley. В последующие годы были разработаны улучшенные версии Harrier с более совершенными датчиками и более мощными двигателями. Корпус морской пехоты США получил 102 экземпляров AV-8A и 8 экземпляров учебных двухместных TAV-8A Harrier в период с 1971 по 1976 год.

## Серийный выпуск

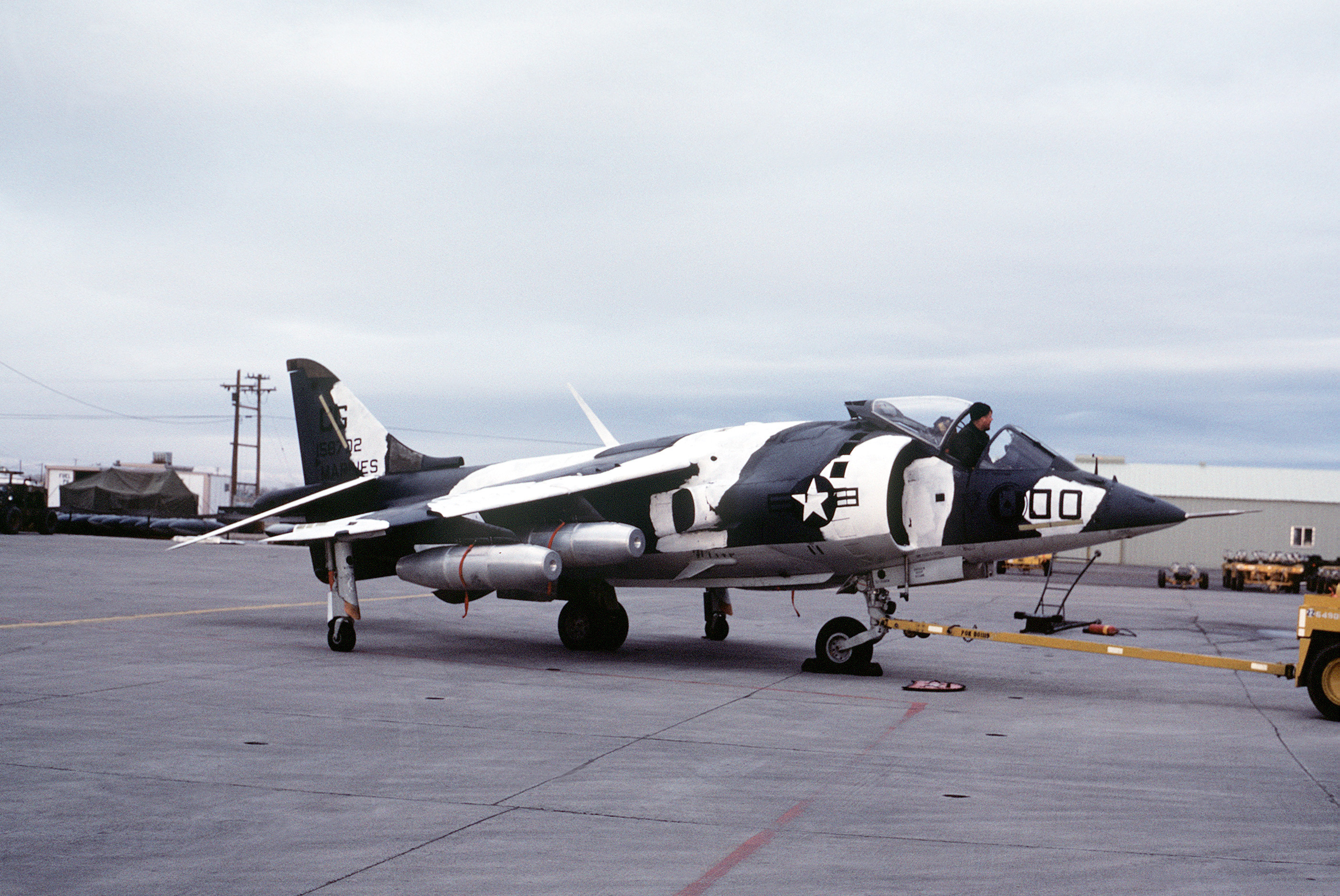
AV-8A

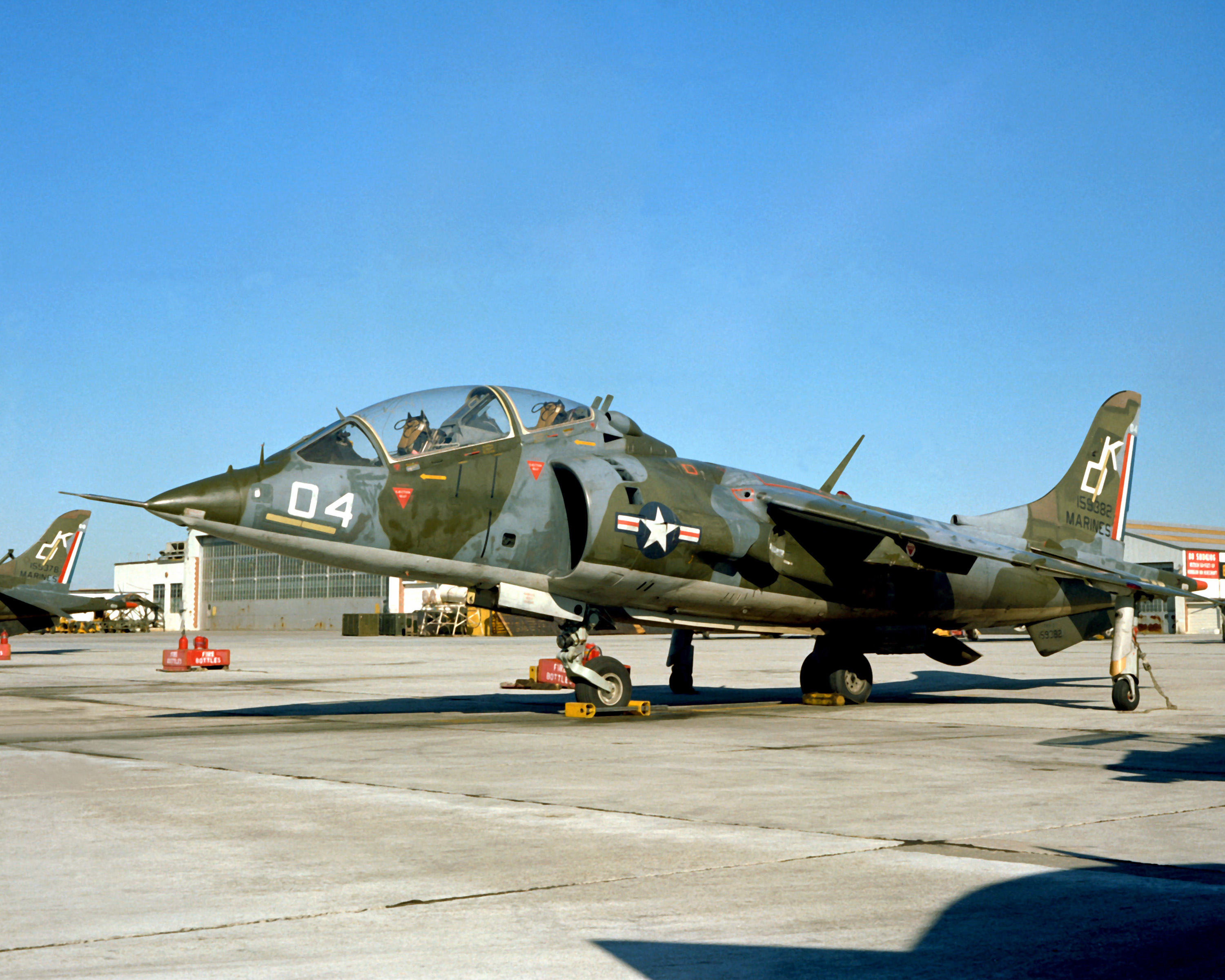
Учебный двухместный TAV-8A Harrier

Первая производственная серия самолётов была обозначена как Hawker Siddeley Harrier GR.1 и являлась непосредственным развитием прототипа Kestrel. Производство велось на заводах в городах Kingston upon Thames и Dunsfold, Surrey. Первый полёт самолёт выполнил 28 декабря 1967 года, а в 1969 году вошёл в эксплуатацию ВВС Великобритании. В начале 1970 годов поступил на вооружение корпуса морской пехоты США и ВМС Великобритании.
Следующей модификацией самолёта стал Harrier GR.3 с улучшенной системой лазерного целеуказания и несколько увеличенной мощностью двигателя. Данная модификация с некоторыми изменениями (устанавливалось две автоматические 30-мм пушки ADEN и две ракеты AIM-9 Sidewinder) выпускалась и на экспорт под обозначением AV-8A: 113 машин было произведено для корпуса морской пехоты США и ВМФ Испании. Всего было разработано более 10 модификаций первого поколения семейства Harrier:
Harrier GR.1,Harrier GR.1A, Harrier GR.3, двухместные учебные варианты Harrier T.2/Harrier T.2A/Harrier T4; экспортные модификации для США: AV-8A Harrier/AV-8C, учебный двухместный TAV-8A Harrier; экспортные модификации для Испании (и позже — Таиланда): AV-8S Matador (обозначение во флоте Испании VA-1 Matador, внутреннее обозначение разработчика Harrier Mk 53 и Mk 55).

## Управление самолётом и техника пилотирования

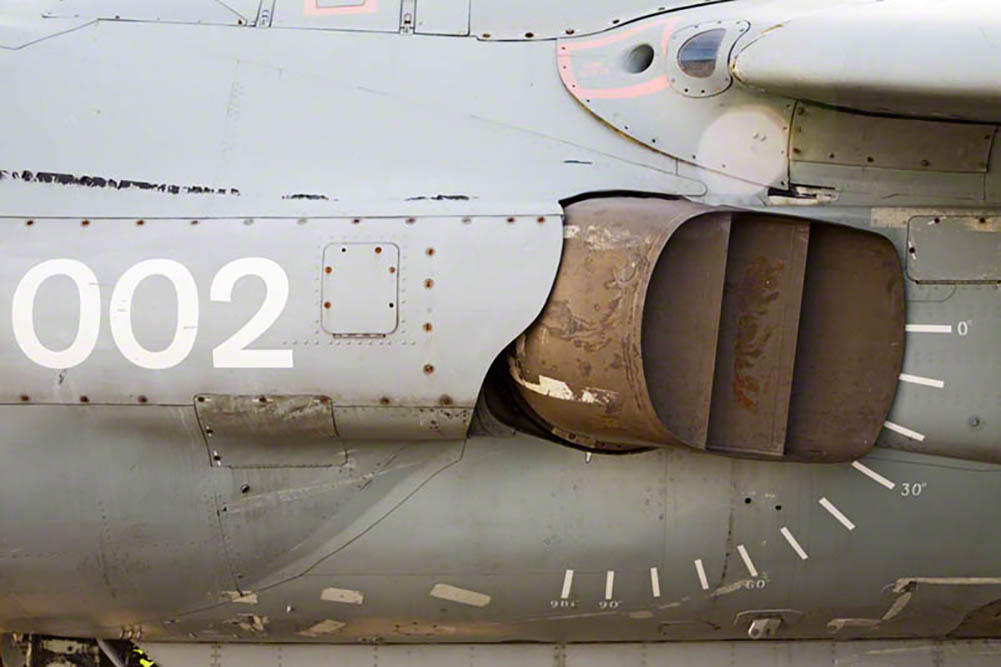
Поворотное сопло Sea Harrier, установлено для режима горизонтального полёта. Белые метки обозначают допустимый угол поворота сопла

Будучи самолётом вертикального взлёта и посадки, Harrier отличается специфической, присущей этому типу самолётов, техникой пилотирования. Режимы вертикального взлёта и посадки, режим висения и переходные режимы полёта в принципе отсутствуют в самолётах обычной схемы и требуют от пилота Harrier навыков пилотирования, близких к вертолётным.
СВВП Harrier имеет два контура управления, которые (за редкими исключениями) отсутствуют в самолётах обычной схемы: отклонение вектора тяги двигателя и струйную систему управления. Отклонение вектора тяги двигателя производится поворотом четырёх сопел. Угол установки сопел регулируется в диапазоне от нуля градусов (сопла направлены горизонтально, строго назад в сторону хвоста), до 98° (несколько вперёд в сторону носа). Для режима строго вертикального взлёта и посадки сопла направляются строго вниз под углом 90°. Управление поворотом сопел производится ручкой, расположенной рядом с селектором газа. Поскольку в режиме висения и околонулевых скоростей полёта аэродинамические поверхности (элероны, рули высоты и руль направления) неэффективны, на этих режимах используется система струйного (реактивного) управления. Она представляет собой несколько регулируемых воздушных сопел, расположенных на законцовках крыльев, а также в носовой и хвостовой части самолёта. Сжатый воздух высокого давления отбирается от первого контура двигателя и разводится по трубопроводам к соплам этой системы. Управление в режиме висения с использованием этой системы осуществляется, как и в режиме горизонтального полёта, с помощью ручки и педалей.
Перед выполнением вертикального взлёта самолёт устанавливается носом против ветра. Лётчик, удерживая самолёт на тормозах в режиме малого газа, поворачивает сопла в вертикальное положение (90°) и резко устанавливает взлётный режим мощности двигателя. Самолёт вертикально отделяется от площадки: установкой мощности двигателя подбирается желаемая высота висения. Разгон самолёта для перехода в горизонтальный полёт производится постепенным разворотом сопел назад, в горизонтальное положение. Вертикальная посадка производится в обратной последовательности операций. Особое внимание лётчик должен уделять направлению ветра при взлёте и посадке, поскольку боковой ветер особенно опасен для самолёта в режиме висения. В этом случае самолёт может превысить допустимый угол крена на крыло, и, по причине ограниченной мощности системы реактивного управления, резко потерять подъёмную силу из-за отклонения тяги двигателя от вертикали. Данная ситуация может привести к потере высоты и столкновению с грунтом. Кроме того, при взлёте и посадке пилот должен учитывать влияние эффекта экрана (газовой подушки, создаваемой тягой двигателей и отражаемой от поверхности).
При выполнении взлёта с коротким разбегом сопла устанавливаются в некоторое промежуточное положение (менее 90°). Поворот сопел производится после начала разбега, по достижении скорости порядка 100 км/ч.
Техника поворота вектора тяги может применяться также и в горизонтальном полёте, в частности при боевом маневрировании в условиях воздушного боя.
Существенной особенностью в технике пилотирования является ограниченное (в некоторых случаях) время работы двигателя на режиме висения. В условиях высокой температуры внешнего воздуха турбовентиляторный двигатель Pegasus, как и все газотурбинные двигатели, несколько теряет мощность и, работая на режиме большого газа, перегревается. Для компенсации этих факторов производится впрыск воды в двигатель (в камеры сгорания и на турбину). В случае необходимости применения такого впрыска время висения ограничивается запасом воды в бортовой ёмкости (227 литров) и, при максимальном расходе воды, составляет не более 90 секунд. В то же время в ходе демонстрационных полётов на различных авиашоу самолёт неоднократно выполнял висение в течение более чем пяти минут.

## Эксплуатация
Самолёты Harrier GR.3 британских военно-воздушных сил были впервые использованы в боевых условиях во время Фолклендской войны с авианосца HMS Hermes (R12) (десять машин). В основном они использовались для непосредственной поддержки британских сухопутных войск и для бомбардировок аргентинских позиций и аэродромов. Палубная версия самолёта Sea Harrier FRS.1 британского военно-морского флота (28 машин) также применялась в ходе этой войны, как правило, для воздушной обороны флотского соединения. Всего, в ходе боевых действий, было потеряно четыре самолёта Harrier GR.3 (как по боевым, так и по небоевым причинам).

## Тактико-технические характеристики
Приведенные характеристики соответствуют модификации AV-8A.
Источник данных: Standard Aircraft Characteristics 

Технические характеристики
- Экипаж: 1 (пилот)
- Длина: 13,88 м
- Размах крыла: 7,7 м
- Высота: 3,5 м
- Площадь крыла: 18,68 м²
- Стреловидность по линии 1/4 хорд: 35,17°
- Коэффициент удлинения крыла: 3,18
- Средняя аэродинамическая хорда: 2,57 м
- База шасси: 3,48 м (между основными стойками)
- Колея шасси: 6,76 м (между боковыми стойками)
- Масса пустого: 5428 кг
- Масса снаряжённого: 5680 кг (без боевой нагрузки)
- Максимальная взлётная масса:  
  - при взлёте с коротким разбегом: 11 158 кг
  - при вертикальном взлёте: 7938 кг
- Масса в бою: 8831 кг
- Максимальная посадочная масса: 7666 кг (при вертикальной посадке)
- Масса топлива во внутренних баках: 2341 кг (+ 740 кг в ПТБ)
- Объём топливных баков: 2869 л (+ 2 × 454 л ПТБ)
- Силовая установка: 1 × ТРДД Rolls-Royce F402-RR-401
- Тяга: 1 × 93,1 кН (взлётная)
  - максимальная: 1 × 72,7 кН
  -  нормальная: 1 × 58,2 кН
- Длина двигателя: 3,48 м
- Диаметр двигателя: 1,22 м
- Сухая масса двигателя: 1657 кг

Лётные характеристики
- Максимальная скорость: 1102 км/ч
- Крейсерская скорость: 828 км/ч
- Скорость сваливания: 241 км/ч (в зависимости от массы)
- Боевой радиус: 348 км (c 3 × бомбами Mk.82 и 2 × бомбами Mk.83 без ПТБ)
- Практическая дальность: 1524 км (без ПТБ без боевой нагрузки)
- Перегоночная дальность: 1704 км (с ПТБ без боевой нагрузки)
  - со сбросом ПТБ по мере расходования топлива: 1815 км
- Практический потолок: 13 411 м
- Скороподъёмность: 104,6 м/с (без ПТБ без боевой нагрузки с полным запасом топлива)
- Нагрузка на крыло: 429 кг/м² (без боевой нагрузки)
- Тяговооружённость: 1,196 (при максимальной взлётной массе для вертикального взлёта)
- Длина разбега: до 329 м (при взлёте с разбегом)
- Максимальная эксплуатационная перегрузка: + 7,5 g

Вооружение
- Стрелково-пушечное: 2 × 30 мм пушки Aden (съёмные)
- Точки подвески: 5
- Боевая нагрузка:  
  - под фюзеляжем и внутренние: 3 × 907 кг
  - внешние: 2 × 454 кг
- Управляемые ракеты:  
  - ракеты «воздух-воздух»: 2 × AIM-9
- Неуправляемые ракеты:  
  - 16 (4 × 4) × 127 мм в блоках LAU 10
  - 28 (4 × 7) × 70 мм ракет «Гидра» в блоках LAU 68
  - 76 (4 × 19) × 70 мм ракет «Гидра» в блоках LAU 69
- Бомбы: свободнопадающие:
  - фугасные:
    - 5 × 119 кг Mk.81 или 227 кг Mk.82
    - 2 × 460 кг Mk.83

  - зажигательные: 5 × 340 кг Mk.77
  - кассетные:
    - 4 × Mk.20
    - 2 × CBU-24

## Похожие самолёты
- Як-38

## Комментарии
1. ↑  Разработка V/STOL самолёта была не главной целью компании Hawker, так как она сделала совместную с Avro заявку к требованию GOR.339 (которое привело к разработке BAC TSR-2), однако заявка была безуспешной. Невозможность получить заказ на разработку обычных самолётов в враждебном политическом климате, вероятно, была главной мотивацией разработки самолёта Harrier[7].
2. ↑  Mirage IIIV был отвергнут в основном из-за чрезмерной усложненности конструкции, в которой использовалось девять двигателей по сравнению с однодвигательным P.1154[24].

## Публикации
- Davies, Peter E.; Thornborough, Anthony M. The Harrier story. — Annapolis, Md. : Naval Institute Press, 1997. — ISBN 9781557503572.
- Jackson, Paul. British Aerospace/McDonnell Douglas Harrier :  [англ.] // World Air Power Journal. — 1991. — Т. 6. — С. 46—105.
- Jefford, C.G. The RAF Harrier story. :  [англ.]. — England : Royal Air Force Historical Society, 2006. — 131 pages с. — ISBN 0953034526.
- Mason, Francis K. Hawker aircraft since 1920 :  [англ.]. — 3rd, rev. ed. — London : Putnam, 1991. — 657 с. — ISBN 0851778399.
- Mason, Francis K. Harrier :  [англ.]. — Fully updated, expanded ed. — Wellingborough : Stephens, 1986. — 240 с. — ISBN 085059801X.
- Buttler, Tony. British Secret Projects: Jet Fighters Since 1950. :  [англ.]. — Earl Shilton [England] : Midland Pub., 2000. — 176 с. — ISBN 1857800958.
- Moxton, Julian. Supersonic Harrier: One Step Closer (англ.) // Flight International. — 1982. — 4 December. — P. 1633—1635.
- Evans, Andy. BAE/MvDonnell Douglas Harrier :  [англ.]. — Ramsbury, Wiltshire, England : Crowood Press, 1998. — 191 с. — ISBN 1861261055.
- Brown, Kevin. «The Plane That Makes Airfields Obsolete.» Popular Mechanics, 133(6), June 1970, pp. 80—83.
- Ellis, Ken. Wrecks & Relics, 21st edition. Manchester, UK: Crécy Publishing, 2008. ISBN 978-0-85979-134-2.
- Gunston, Bill and Mike Spick. Modern Air Combat: The Aircraft, Tactics and Weapons Employed in Aerial Warfare Today. New York: Crescent Books, 1983. ISBN 0-517-41265-9.
- Jenkins, Dennis R. Boeing/BAe Harrier :  [англ.]. — North Branch, MN : Speciality Press, 1998. — 100 с. — ISBN 1580070140.
- Nordeen, Lon O. Harrier II: Validating V/STOL :  [англ.]. — Annapolis, Md. : Naval Institute Press, 2006. — 210 с. — ISBN 1591145368.
- Polmar, Norman and Dana Bell. One Hundred Years of World Military Aircraft. Annapolis, Maryland: Naval Institute Press, 2003. ISBN 1-59114-686-0.
- Scott, Phil. «Updates». Air and Space, January, 2009, p. 12.
- Spick, Mike; Gunston, Bill. The Great Book of Modern Warplanes. — Osceola, Wis. : MBI Pub. Co, 2000. — 520 pages с. — ISBN 0760308934.
- Sturtivant, Ray. RAF Flying Training and Support Units since 1912. Tonbridge, Kent, UK: Air-Britain (Historians), 2007. ISBN 0-85130-365-X.
- Vann, Frank. Harrier Jump Jet. — New York, N.Y. : Mallard Press, 1990. — 46 с. — ISBN 0-7924-5140-6.
- И. Алексеев. Истребители «Харриер». // «Зарубежное военное обозрение», № 1, 1980. стр.63—66.
- И. Куцев. Самолёт «Си Харриер» для противолодочных авианосцев ВМС Великобритании // «Зарубежное военное обозрение», № 11, 1983. стр.61—65
- Кедров С. "Болотный лунь". О вертикально взлетающем истребителе-бомбардировщике «Харриер» // Крылья Родины. — М., 1999. — № 9. — С. 14—17. — ISSN 0130-2701.